# Wuthenow
Wuthenow è una frazione della città tedesca di Neuruppin, nel Land del Brandeburgo.

## Storia
Il 20 settembre 1993 il comune di Wuthenow venne soppresso e aggregato alla città di Neuruppin.

## Amministrazione
La frazione di Wuthenow è governata da un «consiglio locale» (Ortsbeirat) di 3 membri.